# Wesley Wilson
Wesley Shellie Wilson (Jacksonville, 1 oktober 1893 - Cape May Court House, 10 oktober 1958) was een Amerikaanse blues- en jazzzanger en songwriter.

## Carrière
Wesley Wilson speelde piano en orgel en zijn echtgenote en muzikale partner Coot Grant speelde gitaar, zong en danste. Het duo werd voorgesteld als Grant & Wilson, Kid & Coot en Hunter & Jenkins, als ze later gingen optreden en opnemen met Fletcher Henderson, Mezz Mezzrow, Sidney Bechet en Louis Armstrong. Hun diversiteit was zodanig dat ze afzonderlijk en samen konden optreden in vaudeville, muzikale komedies, revues en reisshows. Ze waren ook te zien in de film The Emperor Jones (1933) met Paul Robeson.
Wilson en Grant schreven meer dan 400 songs tijdens hun carrière, waaronder Gimme a Pigfoot (And a Bottle of Beer) (1933), Take Me for a Buggy Ride, Find Me at the Greasy Spoon (If You Miss Me Here) (1925) en Prince of Wails voor Fletcher Henderson. Hun eigen vertolkingen waren Come on Coot, Do That Thing (1925), Dem Socks Dat My Pappy Wore en het niet uitgebrachte Throat Cutting Blues.
Grant en Wilsons optreden, eens gezien als een concurrent van Butterbeans & Susie, begon de gunst van het publiek te verliezen tijdens het midden van de jaren 1930, maar ze namen weer op in 1938.
In 1946, nadat Mezz Mezzrow zijn King Jazz Records had opgericht, engageerde hij beiden als songwriters. Deze samenwerking leidde tot hun laatste opnamesessie in 1946, met achtergrondzang van een kwintet inclusief Bechet en Mezzrow. Wilson trok zich wegens een slechte gezondheid kort terug, maar Grant ging verder met optreden tijdens de jaren 1950. In januari 1953, merkte een commentator op dat het koppel was verhuisd van New York naar Los Angeles en dat ze in aanzienlijke financiële problemen zaten.
Wilsons gehele opnamewerk, met en zonder Grant, werd uitgebracht in drie chronologische volumes door Document Records in 1998.

## Privéleven en overlijden
Hun enige kind Bobby Wilson werd geboren in 1941. Wilson overleed aan de gevolgen van een herseninfarct in oktober 1958 op 65-jarige leeftijd.

## Discografie

### Geselecteerde composities
- All the Time - LaVern Baker
- Blue Monday on Sugar Hill - Sidney Bechet, Charlie Shavers
- Chicky-Mo, Craney-Crow - Louis Jordan
- De Laff's on You - Louis Jordan
- Do You Call That a Buddy? - Louis Armstrong, Louis Jordan, Carl Weathersby, B.B. King, Dr. John
- Do Your Duty - Bessie Smith, Billie Holiday, Buck Clayton, Rory Block, Saffire – The Uppity Blues Women
- I'm Down in the Dumps - Bessie Smith, Jack Teagarden, Rory Block, Valerie Wellington
- Ghost of Yesterday - Billie Holiday
- Gimme a Pigfoot (and a Bottle of Beer) - Bessie Smith, Billie Holiday, Nina Simone, Abbey Lincoln, Count Basie, Bobby Short, Judith Durham
- It's Full or It Ain't No Good - Louis Jordan, Billie Holiday, Rory Block, Saffire – The Uppity Blues Women
- Prince of Wails - Fletcher Henderson
- Somebody Done Hoodooed the Hoodoo Man - Louis Jordan
- Take Me for a Buggy Ride - Bessie Smith
- Toot It, Brother Armstrong - Sidney Bechet
- Uncle Joe - Sidney Bechet

### Compilaties
- 1998:	Complete Recorded Works, Vol. 1 (1925–1928) (Document Records)
- 1998:	Complete Recorded Works, Vol. 2 (1928–1931) (Document Records)
- 1998:	Complete Recorded Works, Vol. 3 (1931–1938) (Document Records)

- Bibliothèque nationale de France: cb139395547 (data)
- Gemeinsame Normdatei: 1112608362
- International Standard Name Identifier: 0000 0000 3118 5790
- Library of Congress Control Number: n95031719
- MusicBrainz: d3b486bb-42c3-44e4-a217-f6bfa70abddc
- Nationale Bibliotheek van Israël: 987007398510705171
- Istituto Centrale per il Catalogo Unico: DDSV005137
- SNAC: w6hb1f9q
- Virtual International Authority File: 42029891
- WorldCat: E39PBJm98XV7Fbcjh6Gd7mCWjC